# 田中千鶴
田中 千鶴（たなか ちづる、1977年（昭和52年）12月24日 - ）は、日本のタレント、一般社団法人日本タレント協会会員。芸能プロダクション、株式会社キャスト代表取締役社長。

## 来歴・人物

### 経歴
1977年（昭和52年）、茨城県生まれ。1992年（平成4年）、「第6回全日本国民的美少女コンテスト」に参加して音楽部門賞を受賞した。この際オスカープロモーションに所属して芸能界デビュー、テレビのバラエティ番組やドラマなどに出演するようになった。また、アイドルグループ 『東京パフォーマンスドール』の一員として活動していたこともあった。
一旦は2004年（平成16年）にオスカープロモーションを退所して芸能活動を休止したが、2006年（平成18年）より活動を再開した。一般社団法人日本タレント協会会員となる。その後、2011年（平成23年）には自ら芸能音楽プロダクション「株式会社キャスト」を設立、同社の社長に就任したが、同年11月25日、同年夏に覚醒剤を使用したとして、覚醒剤取締法違反容疑にて警視庁立川警察署に逮捕された。尿検査では覚醒剤反応が陽性となり、田中自身も容疑を認めているとされるが、自身のブログには逮捕当日、「緊急入院しました」という文言が掲載されていた。

### 私生活
- 趣味はショッピングとゴルフ、特技はダンスと水泳、好きな色は青と白である。

## 主な出演番組

### テレビ番組
- 今田耕司のシブヤ系うらりんご（フジテレビ）
- とんねるずのみなさんのおかげでした「聖オゲレツ学園」（フジテレビ）
- 中山秀征の「写せっ!」（フジテレビ）
- タモリのネタでNIGHTフィーバー!（フジテレビ）
- どっちの料理ショー（読売テレビ）
- エンタマ（チバテレビ）提供：一般社団法人日本タレント協会

### テレビドラマ
- ブラザーズ（フジテレビ）
- 昔の男（TBS）